# Sacyr
Sacyr S.A. (bis 2013: Sacyr Vallehermoso S.A.) ist eine börsennotierte spanische Holdinggesellschaft, die Anteile an Unternehmen im Bereich Bau, Immobilienentwicklung, Vermietung, Auftragskonzessionen (Straßen- und Infrastrukturbau) und sonstigen Dienstleistungen rund um die Immobilie hält. Darüber hinaus hält der Mischkonzern eine Beteiligung von 8,2 % am Öl- und Erdgaskonzern Repsol.
Sacyr Vallehermoso gehört zu den größten spanischen Gesellschaften und wird u. a. an der Madrider Börse sowie der Euronext gehandelt.
Die Zahlen aus dem Jahr 2016 weisen einen Umsatz von 2,86 Mrd. Euro aus. Der Auftragsbestand belief sich Ende 2016 auf knapp 26 Mrd. Euro. Davon entfielen 52 % auf das Ausland, insbesondere auf Lateinamerika, Portugal, Frankreich und Italien. In den Jahren 2012 bis 2017 war Sacyr Generalunternehmer für die Erweiterung des Panama-Kanals.

## Unternehmensgeschichte
Die Ursprünge des Konzerns liegen in einem 1921 gegründeten Bauunternehmen in Madrid. 1953 wurde das Unternehmen als Bauträger tätig und entwickelte das 68.000 m² große Vallehermoso-Gelände auf dem sich ein ehemaliges Straßenbahndepot befand. Es wurden zahlreiche Wohnungen und ein Einkaufszentrum errichtet. Der Name dieses Geländes wurde fortan auch Unternehmensname und das Unternehmen wurde erstmals an der Börse notiert.
Seit den 1960er Jahren prägt Vallehermoso das Madrider Stadtbild u. a. mit dem Bau der Kaufhäuser Galerias Preciados und El Corte Inglés, dem Hochhaus des BCH (Banco Central Hispano) oder dem Mapfre-Gebäude.

Ehemaliges Logo

2002 erwarb die Sacyr-Gruppe 24,5 % der Vallehermoso Aktien. 2003 beschlossen Vallehermoso und Sacyr zu fusionieren. Seit dem 3. April 2003 firmiert der Konzern unter seinem neuen Namen. Ende 2006 hatte das Unternehmen mit einer Marktkapitalisierung von 12.809 Mio. Euro den bislang höchsten Wert.
Seit Frühjahr 2007 plante Sacyr die Übernahme der fast doppelt so großen französischen Eiffage und wollte damit zum viertgrößten Baukonzern Europas aufsteigen. Die neue Gruppe werde auch einer der größten Betreiber von Autobahnen in Europa und Lateinamerika, verkündete seinerzeit Sacyr-Chef Luis Del Rivero in Paris. Das neue, gemeinsame Unternehmen würde dann über 3.400 Kilometern Asphaltpiste verfügen. Am 19. April 2007 hat Grupo SyV ein Übernahmeangebot für Eiffage abgegeben und bot 12 eigene für fünf Eiffage Aktien. Insgesamt konnte Sacyr 33,32 % der Eiffage Aktien aber nicht die Mehrheit erwerben. Im April 2008 gab Sacyr bekannt, dass die Übernahme gescheitert sei und verkaufte seinen Eiffage-Anteil für 1,92 Mrd. Euro an französische Finanzinvestoren. Hintergrund war, dass Sacyr nicht die Finanzierung zur Übernahme des Konkurrenten darstellen konnte.
Anfang Dezember 2008 meldete Sacyr, dass man die Tochtergesellschaft Itínere, die Autobahnen in Spanien, Portugal, Brasilien und Chile betreibt, für 2,8 Mrd. Euro an einen Fonds der Citigroup verkaufen werde. Ebenso wolle man sich von einem 20%igen Anteil an Repsol trennen. Hintergrund dieser Transaktionen war ein Schuldensenkungsprogramm.

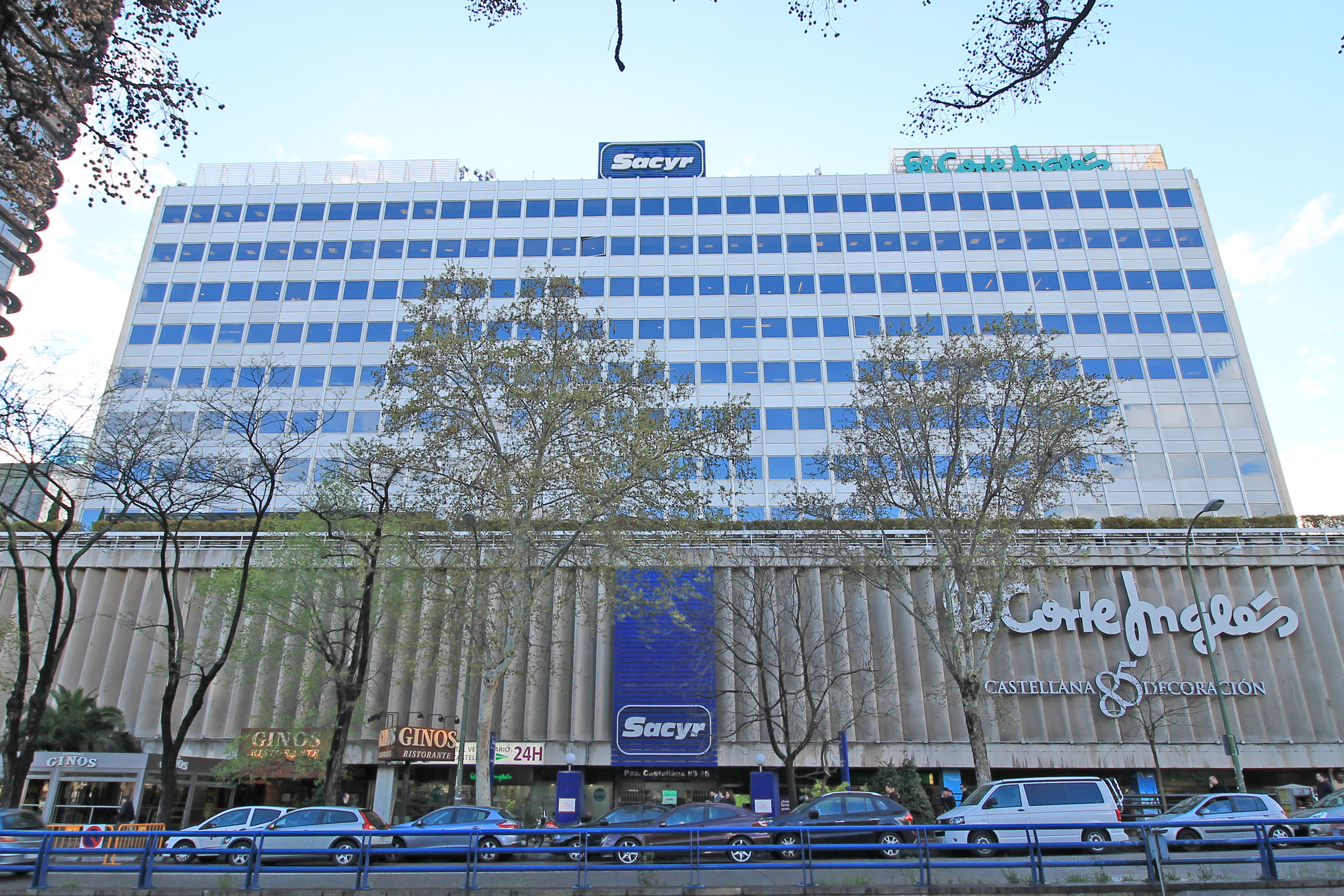
Unternehmenszentrale von Sacyr (Madrid).

2009 wurde mit 5.825 Mio. Euro der bislang höchste Umsatz ausgewiesen. Die spanische Immobilienkrise wirkte sich anschließend negativ auf den Geschäftsverlauf aus. Ende 2010 und Anfang 2011 wurde jeweils eine Kapitalerhöhung mit einem Gesamterlös von 497 Mio. Euro durchgeführt.  Im Sommer 2011 wurde das Kapital erneut erhöht. Insgesamt stieg dadurch die Anzahl der ausgegebenen Aktien von 305 Mio. auf 423 Mio. Im Sommer 2012 wurden weitere 21 Mio. Aktien ausgegeben.
Im Jahr 2013 benannte sich Sacyr Vallehermoso in Sacyr um. In letzter Zeit werden die Bauaktivitäten verstärkt auf den Bau von Krankenhäusern, Hochspannungsleitungen, Müllverbrennungs- und Abwasserbehandlungsanlagen gelegt.

### Beteiligung an Repsol YPF
Von Oktober bis Dezember 2006 kaufte Sacyr im Rahmen einer Diversifikations- und Wachstumsstrategie einen Anteil von 20,01 % an der Repsol YPF für durchschnittlich 26,71 Euro je Aktie bzw. 6.525,5 Mio. Euro insgesamt. Der Kauf wurde durch einen nach sechs Jahren endfälligen Kredit in Höhe von 5.175 Mio. Euro finanziert.
Der Kredit sollte auch durch höhere Dividendenausschüttungen von Repsol YPF finanziert werden. Dies konnte aber nicht durchgesetzt werden.
2011 wurde die Hälfte des ursprünglichen Akquisitionskredits für die Repsol YPF-Aktien zu einem höheren Zinssatz bis 31. Januar 2015 verlängert. Die andere Hälfte wurde durch den Verkauf von 122 Millionen Repsol YPF-Aktien zu einem Preis von 21,066 Euro pro Aktie an den Emittenten getilgt. Dadurch entstand ein Buchverlust in Höhe von 940 Mio. Euro. Durch Verstaatlichungen der argentinischen Regierung fiel der Aktienkurs von Repsol YPF. Deshalb stand im Sommer 2012 dem verbliebenen Kredit in Höhe von 2.354 Mio. Euro nur noch ein Aktienwert von 1.500 Mio. Euro gegenüber.

## Steuerschulden
Die Steuerschuld von Sacyr gegenüber dem spanischen Fiskus beträgt inzwischen 116,1 Millionen Euro (2016). Die gesamte spanische Bauwirtschaft schuldet dem spanischen Staat Steuern in Höhe von über 6 Milliarden. Dies sind 40 % der gesamten Steuerschulden in Spanien.